# Spielmechanik
Als Spielmechanik wird der Ablauf eines Spiels bezeichnet, also die Art, auf die aus definierten Ausgangssituationen, den Spielregeln und den Aktionen des Spielers ein Spielerlebnis entsteht. Der Begriff wird dabei vor allem im Zusammenhang mit Computerspielen verwendet, da hier komplexe Prozesse automatisch ablaufen können, vergleichbar einem Uhrwerk oder eben einer Mechanik. Seltener wird er auch auf Brettspiele angewendet.
Der Begriff ist nicht scharf und eindeutig definiert. Grob lassen sich eine weitere Definition, die nahezu alle Aspekte eines Spiels einschließt, und eine engere Definition, die den Begriff auf die internen Abläufe beschränkt und die Interaktion mit dem Spieler ausschließt, unterscheiden. Ein verwandter Begriff ist der des Gameplay, englisch grob für „Spielen des Spiels“. Dieser wird manchmal synonym zur weiteren, manchmal gegensätzlich zur engeren Definition von Spielmechanik, also ausschließlich für die Erfahrungen des Spielers, verwendet. Das Gameplay wird maßgeblich von dem gewählten Spielmodus sowie dem Schwierigkeits- und Zufallsgrad bestimmt, die zusammen die Game Balance und das Spielgefühl festlegen.

## Weitere Bedeutung von Spielmechanik oder Gameplay
Im weiteren Sinne umfassen Spielmechanik oder Gameplay den gesamten Ablauf eines Spiels. Durch feste Elemente wie Handlung und Levels beziehungsweise Szenarien wird definiert, worum es in dem Spiel geht und mit welchen Objekten der Spieler interagieren kann. Die Spielregeln bestimmen dann, wie dieses geschieht; die Bedienung (das Interface) bedingt, wie er Einfluss auf das Spiel nimmt; Grafik und andere Präsentationsmethoden legen zugrunde, was er von den Spielereignissen wahrnimmt; die künstliche Intelligenz steuert das Verhalten der Nicht-Spieler-Charaktere oder der Computergegner. All dies zusammen ergibt eine Spielmechanik oder ein Gameplay. Diese umfassen also sowohl die Fortentwicklung der Spielwelt als auch alle Informationen, die der Spieler eingibt oder seinerseits vom Spiel erhält, und somit sein gesamtes Spielerlebnis.

## Engere Bedeutung von Spielmechanik
Im engeren Sinne werden als Spielmechanik lediglich die internen Abläufe des Spiels bezeichnet. So gehört dazu, wie sich allgemeine Parameter der simulierten Spielwelt im Laufe der Zeit gemäß den Regeln entwickeln, und wie die Computergegner ihre Strategien als Reaktion auf Aktionen des Spielers ausführen. Die Spieleraktionen werden also als reine Eingabedaten betrachtet und Spielmechanik in diesem Sinne ist die reine Simulationssoftware, getrennt davon, wie der Spieler deren Ergebnisse wahrnimmt.

## Engere Bedeutung von Gameplay
Als Gegensatz dazu und im eigentlichen Wortsinne wird Gameplay definiert als die Interaktion zwischen Spiel und Spieler. Durch die Spielmechanik ergeben sich Ereignisse, die dann dem Spieler präsentiert werden, wodurch er einen Eindruck vom Ablauf des Spiels erhält. Ebenso ist die Bedienung ein wichtiger Teil des Gameplays.

## Beispiel
Als Beispiel sei eine Wirtschaftssimulation angeführt. Diese behandelt eine bestimmte Branche vor einem bestimmten historischen Hintergrund, wodurch die Ausgangssituation des Spiels feststeht. Die Spielregeln sind nun ein simuliertes Wirtschaftssystem, das etwa Produktionskosten und Angebot und Nachfrage bestimmt. Wie sich diese Werte zeitlich verändern sowie Kunden und eventuelle computergesteuerte Gegner auf die Strategie des Spielers reagieren, ergibt die Spielmechanik im engeren Sinne. Dagegen besteht das Gameplay im engeren Sinne daraus, wie der Spieler Spielwelt und Ereignisse durch Beobachtung einer Karte und von Statistiken wahrnimmt, wie er diese durch Einstellungen und direkte Eingaben beeinflusst und wie er die Abläufe insgesamt wahrnimmt. Beides zusammen, also die gesamte simulierte Welt mit dem Eindruck, den der Spieler von ihr hat, werden durch Spielmechanik oder Gameplay im weiteren Sinne bestimmt.

## Arten von Gameplay
Der Aufbau eines Computerspiels lässt sich grob in Spiele, die man alleine (Einzelspieler) und Spiele, die man zu zweit oder mehreren spielt (Mehrspieler) unterteilen. Das Gameplay eines Mehrspielerspiels setzt aber nicht zwangsweise menschliche Gegenspieler voraus, sondern kann auch gegen Computergegner stattfinden. So können Einzelspieler-Spiele auch Mehrspieler-Gameplay enthalten, obwohl diese nicht als dieses gesehen werden. Umgekehrt können aber auch kooperative Spiele Einzelspieler-Elemente erhalten. Unter Einzel- und Mehrspielerspielen lassen sich folgende Unterteilungen vornehmen:
Einzelspieler:
- Lineares Gameplay: Das Spiel folgt einem klaren Handlungsfaden mit einer festen Abfolge von Spielmechaniken, in dem die Ereignisse aufeinander aufbauen und der Spieler von Level zu Level bzw. von Mission zu Mission voranstreitet.
- Nichtlineares Gameplay:  Das Spiel setzt im Gegensatz zum linearen Gameplay auf unvorhersehbare und zeitlich sowie räumlich freie Geschehnisse (offene Spielwelt), in dem der Spieler auch vermehrt eigene Entscheidungen treffen kann, die sich unterschiedlich auf das Spielgeschehen auswirken.
  - Emergentes/kreatives Gameplay: Besondere Form des nichtlinearen Gameplays, in welchem sich auch die Spielwelt durch die Entscheidungen und das Einwirken des Spielers weiterentwickelt und es oft keine klare Ziele vom Spiel gibt und diese eher von der Kreativität der Spieler selber kommen. Häufig handelt sich dabei ebenfalls um eine offene Spielwelt und es gibt auch Sandbox-Elemente, mit denen der Spieler die Welt bebauen kann. Auch Mehrspieler-Dynamiken und User-generated content kann zur Wiederspielbarkeit beitragen.
  - Ethisches Gameplay: Eine besondere Form des nichtlinearen Gameplays, bei dem die Entscheidungen des Spielers, ethisch zu hinterfragen sind.
- Core-Mechanik-Spiele/ Gelegenheitsspiele: Hiermit sind überwiegend (Hyper-)Casual Games gemeint, die sich auf eine einzelne, teilweise besonders innovative Spielmechanik konzentrieren und alles andere um diese herum ausbauen, dabei aber sehr minimalistisch und repetitiv bleiben. Häufig handelt es sich dabei um Handy- und Browserspiele und Minispiele im Allgemeinen.[2] Ein Beispiel hierfür ist Flappy Bird, bei der die einzige Spielmechanik darin besteht, zum richtigen Zeitpunkt auf den Bildschirm zu tippen. Ein weiteres Beispiel ist Hill Climb Racing, bei dem die Fahrzeugwahl eine entscheidende Rolle für die Leistung spielt, da verschiedene Karten unterschiedliche Fahrstrategien erfordern. Spieler suchen oft nach den besten Autos für jede Karte, wie zum Beispiel dem Monster Truck für Offroad-Herausforderungen oder dem Rallyeauto für ausgewogenes Gelände.
- Bildendes/informierendes Gameplay: Das Spiel konzentriert sich darauf dem Spieler Wissen und Informationen spielerisch zu vermitteln. Beispiele hierfür sind Serious Games sowie Tutorial-Abschnitte in Spielen.
- Immersives Gameplay: Bei dieser Form soll sich der Spieler so fühlen, als wäre er selber in dem Spiel. Neben dem Einsatz von Virtual Reality und speziellen Peripheriegeräten geschieht dies vor allem durch eine besondere Realitätsnähe der Charaktere und Spielwelt und eine hohe Detailtiefe. Rennsimulationen mit einem entsprechenden Setup aber auch Rollenspiele und Adventures sind ein typisches Beispiel hierfür.
- Non-Game: Spiel, bei dem das Gameplay nicht mehr klar von klassischen Computerspielen und anderen Softwareprodukten zu unterscheiden ist. Beispiel hierfür sind Berufssimulationen, die auch zur Mitarbeiterschulung verwendet werden könnten.

Mehrspieler:
Mehrspielerspiele können an einem System (Lokaler Mehrspieler) oder zwischen mehreren Systemen als sogenanntes Netzwerkspiel gespielt werden. Der lokale Mehrspieler wird zum Beispiel über einen geteilten Bildschirm (Split Screen) oder die Hot-Seat-Variante, bei welcher die Spieler mit ihrem jeweiligen Gameplay rotieren, realisiert. Beim Netzwerkspiel wird meist über das Internet (Onlinespiel) oder LAN gespielt. Online-Spiele, die auf viele Spieler setzen werden auch als Massively Multiplayer Online Game (MMOG) bezeichnet. Neben dem technischen Aspekt, lassen sich die Computerspiele nach folgenden Spielerdynamiken einteilen:
- Kooperatives Spiel/soziales Gameplay: Hierbei spielen die Spieler nicht  gegeneinander, sondern miteinander. Häufig geschieht dies über den sogenannten Koop-Modus. Kämpfen sie gemeinsam gegen Computergegner, wird auch von Player versus Environment gesprochen.
- Kompetitives Spiel/ Player versus Player: Hierbei treten die Spieler gegeneinander an. Allerdings kann es hierbei auch kooperative Elemente geben, z. B. wenn sich die Spieler in Teams zusammensetzten. Neben dem direkten Kampf zwischen Spielern untereinander kann auch ein Punktemessen z. B. durch Highscore-Tabellen als kompetitiv angesehen werden.
- Asynchrones Gameplay: Die Spieler spielen zeitversetzt.[3] Beispiele sind Rundenbasiertes Strategiespiele und Play-by-E-Mail.
- Asymmetrisches Gameplay: Die Spieler starten mit unterschiedlichen Statuswerten, Voraussetzungen und Ausrüstungen. Häufig zu finden ist dieses System in Multiplayer Online Battle Arena (MOBA)-Spielen und Helden-Shootern.[4]

## Verbreitung der Begriffe
Besonders verbreitet sind die Begriffe Spielmechanik und Gameplay im Computerspielejournalismus, der häufig „ein gutes Gameplay“ als Bewertungskriterium verwendet oder die Spielmechanik als ge- oder misslungen bezeichnet. Dabei schwankt die Verwendung der Begriffe zwischen den obigen Definitionen und wird üblicherweise erst durch weitere Beschreibung einzelner Aspekte des Spiels, an denen sich das Urteil festmacht, geklärt.
Auch Spieleentwickler verwenden die Begriffe gerne, um ihre Spiele zu beschreiben, wobei die Begriffe oft so definiert werden, dass sie sich auf Aspekte, die dem Entwickler besonders wichtig sind, fokussieren. So stammt von Sid Meier die Definition von Gameplay als „a series of interesting choices“ (eine Reihe interessanter Entscheidungen). Andrew Rollings und Ernest Adams, letzterer Mitbegründer des Entwicklerverbandes International Game Developers Association, reden davon ausgehend von „One or more causally linked series of challenges in a simulated environment.“ (Eine oder mehrere kausal verbundene Reihen von Herausforderungen in einer simulierten Umgebung.)